# Perodua
La Perusahaan Otomobil Kedua Sendirian Berhad conosciuta come Perodua è il secondo produttore di automobili malaysiano, nato nel 1992.
Nell'agosto 1994, la Perodua lanciò la Kancil, il suo primo modello automobilistico di derivazione Daihatsu.
Al momento della fondazione dell'azienda, la Daihatsu deteneva il 20% delle azioni, partecipazione cresciuta al 25% nel 2001 e in seguito al 35%. 
Nel 2004 la Perodua iniziò l'assemblaggio della Toyota Avanza nel suo stabilimento di Rawang.
La Perodua ha venduto nel 2012 in Malesia 189.000 veicoli con una quota di mercato del 30,2%.

## Modelli prodotti
- Perodua Kancil (Perodua Nippa, 1994–2009)
- Perodua Rusa (1996–1998)
- Perodua Kembara (1998–2008)
- Perodua Kenari (2000–2008)
- Perodua Kelisa (2001–2007)
- Perodua MyVi (2005–oggi)
- Perodua Viva (2007–oggi)
- Perodua Nautica (2008–2010)
- Perodua Alza (2009–oggi)

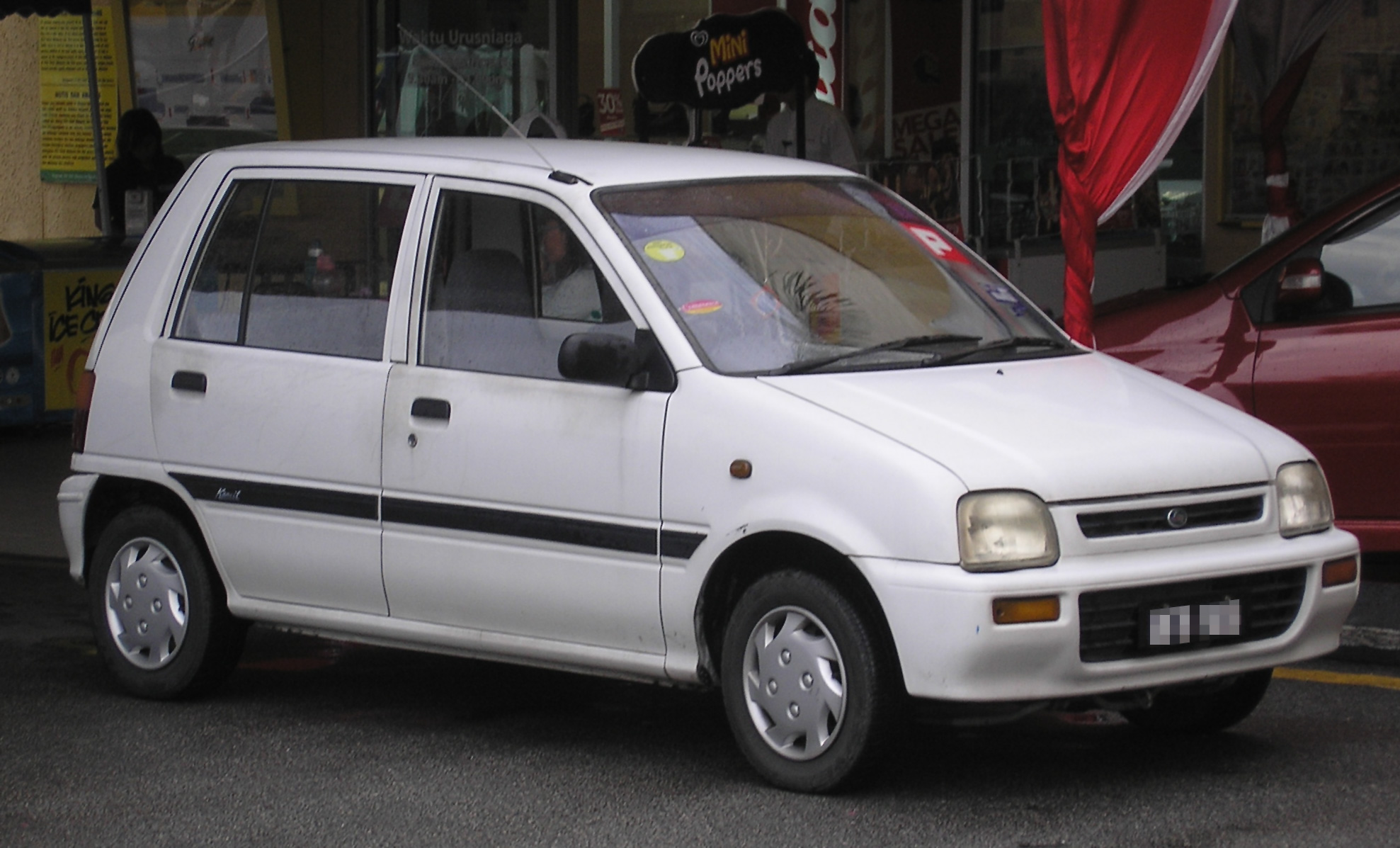
Kancil, prima generazione
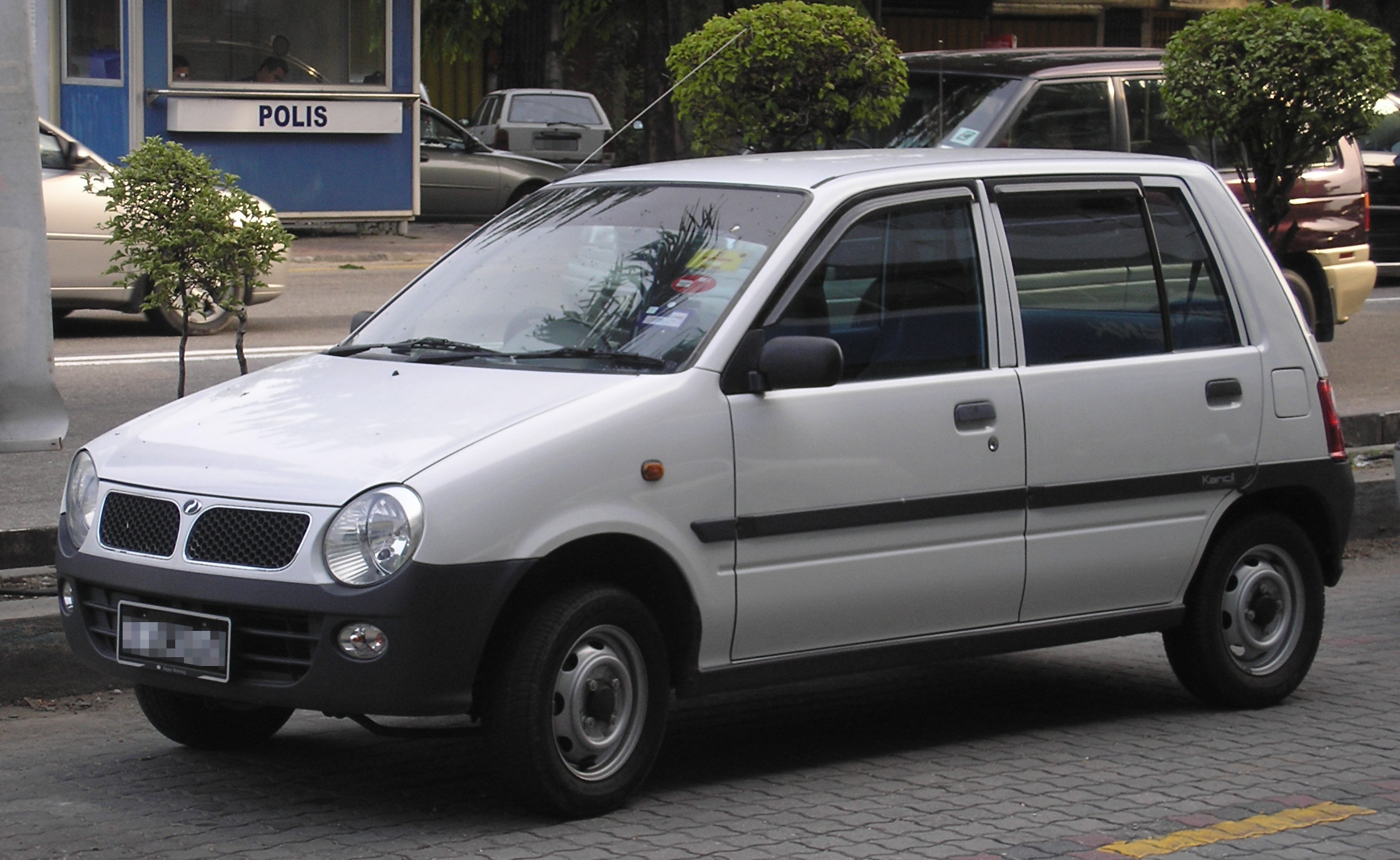
Kancil, 3°restyling del 2002
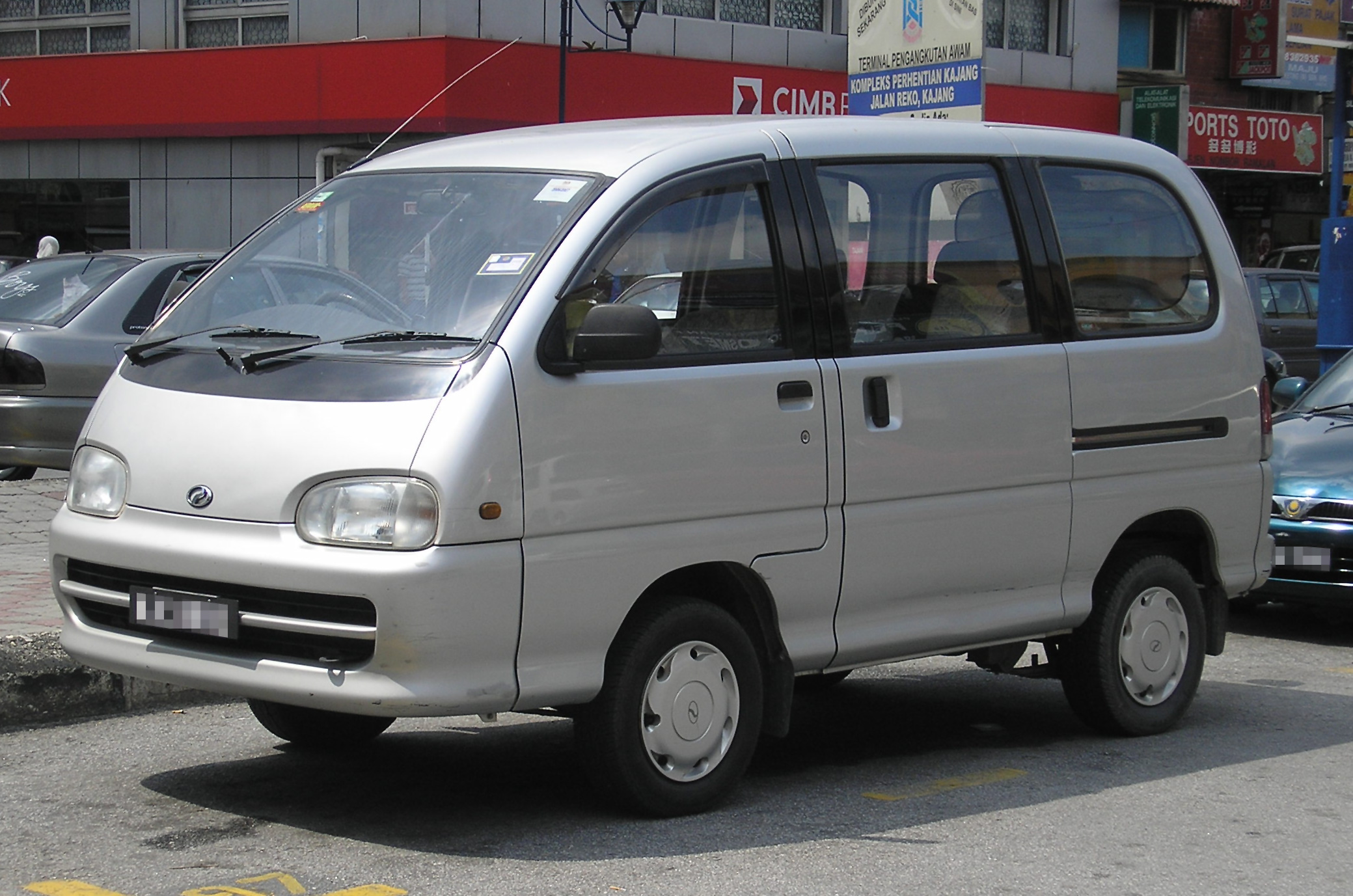
Rusa
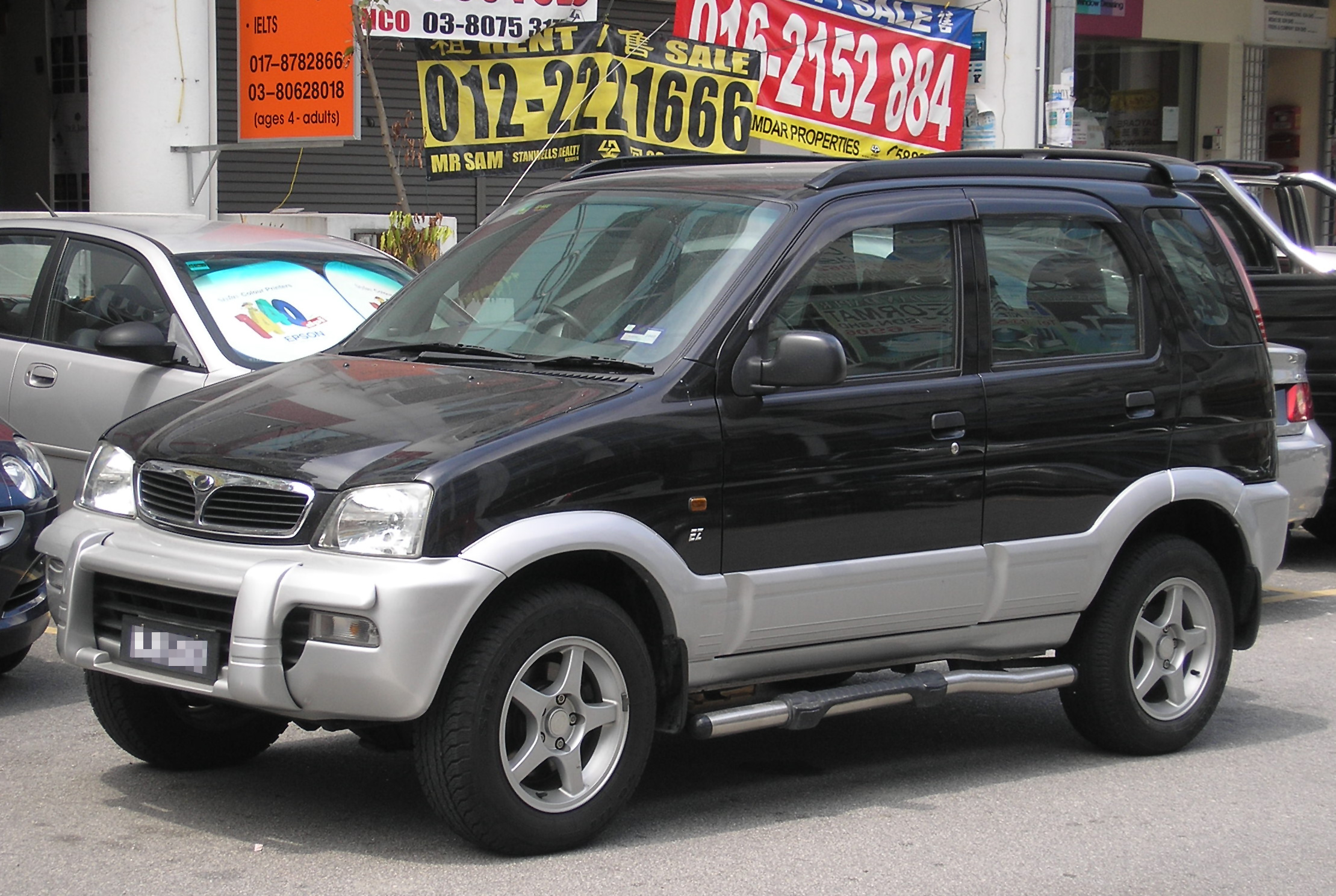
Kembara
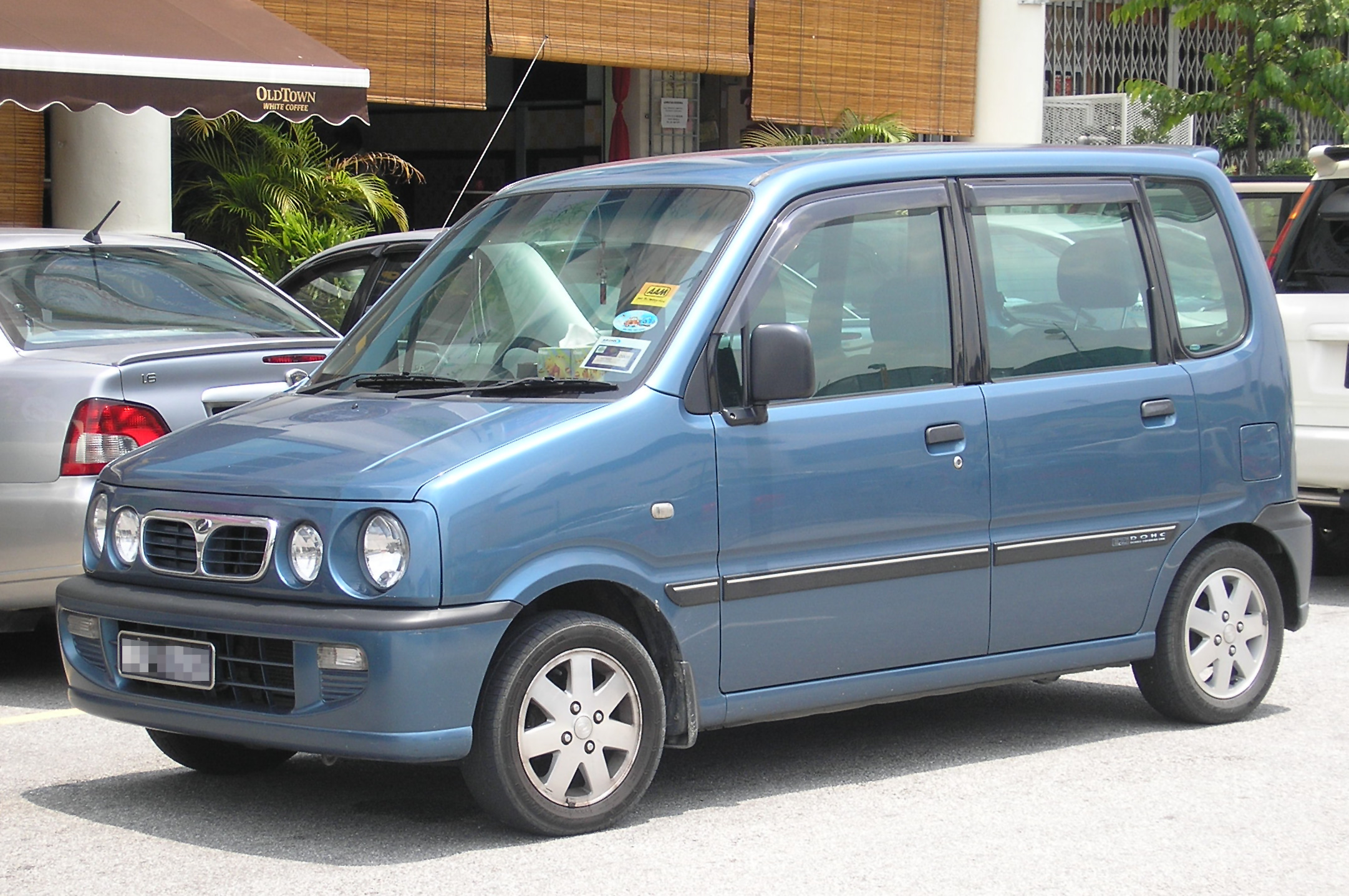
Kenari
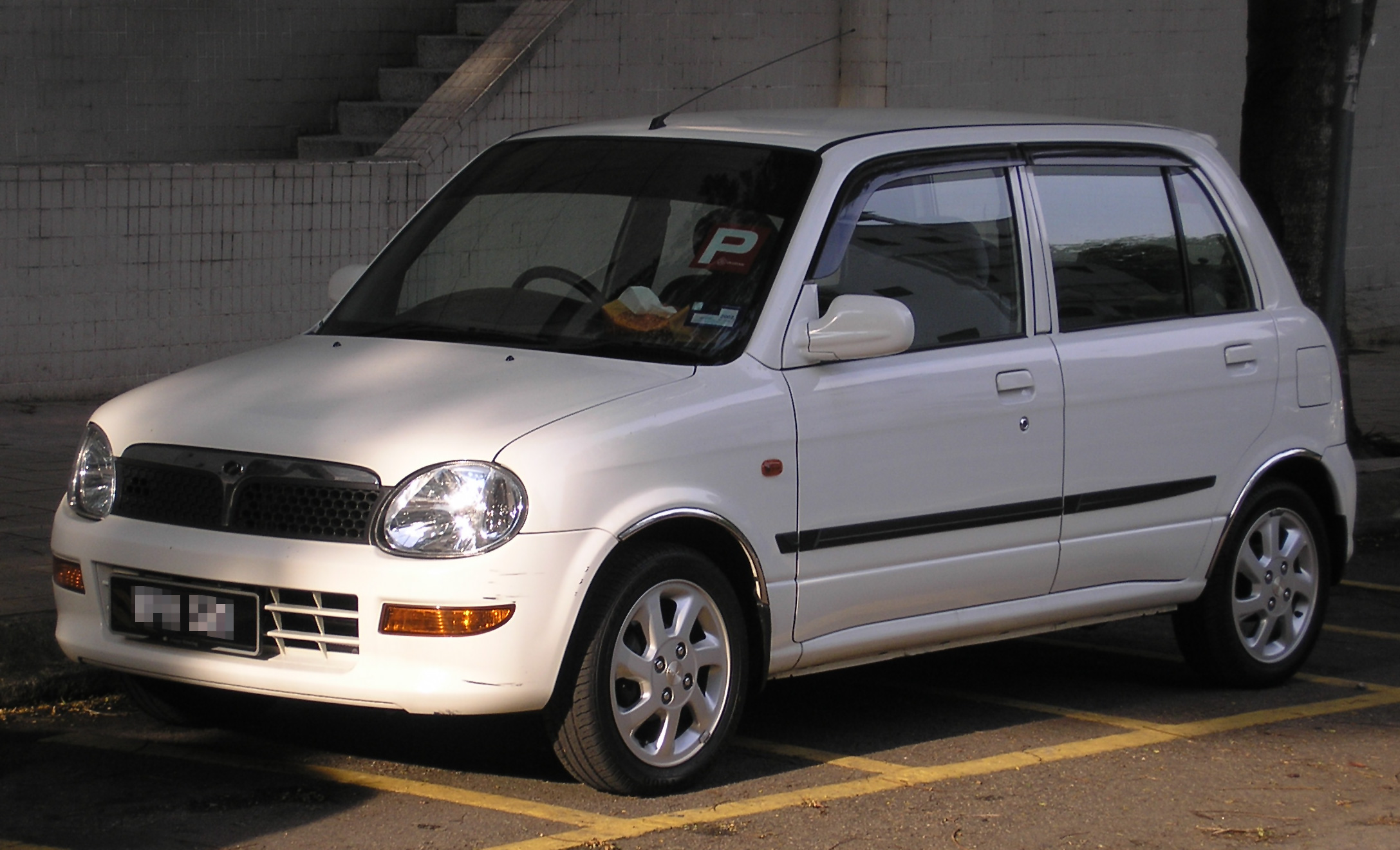
Kelisa, restyling del 2004
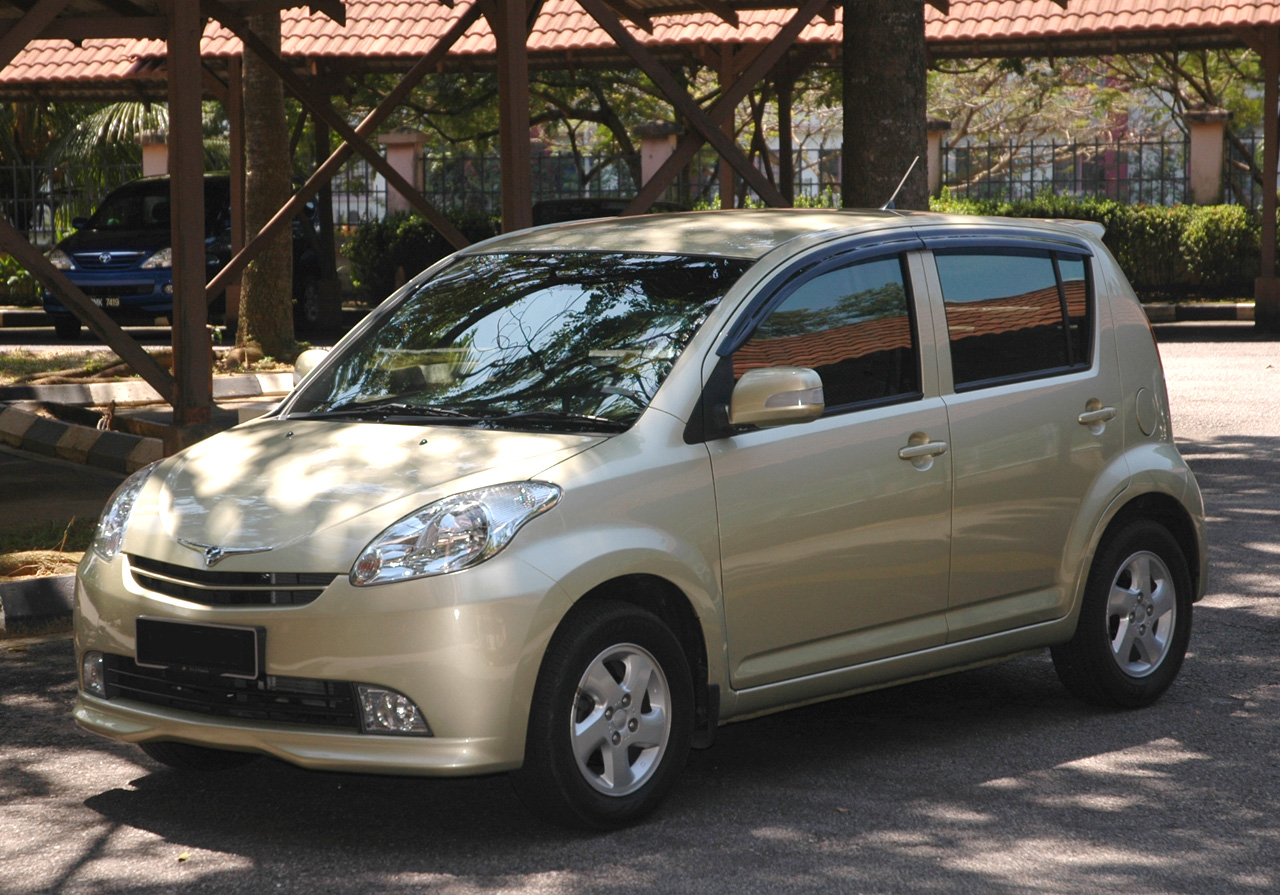
MyVi, 2006 pre-restyling
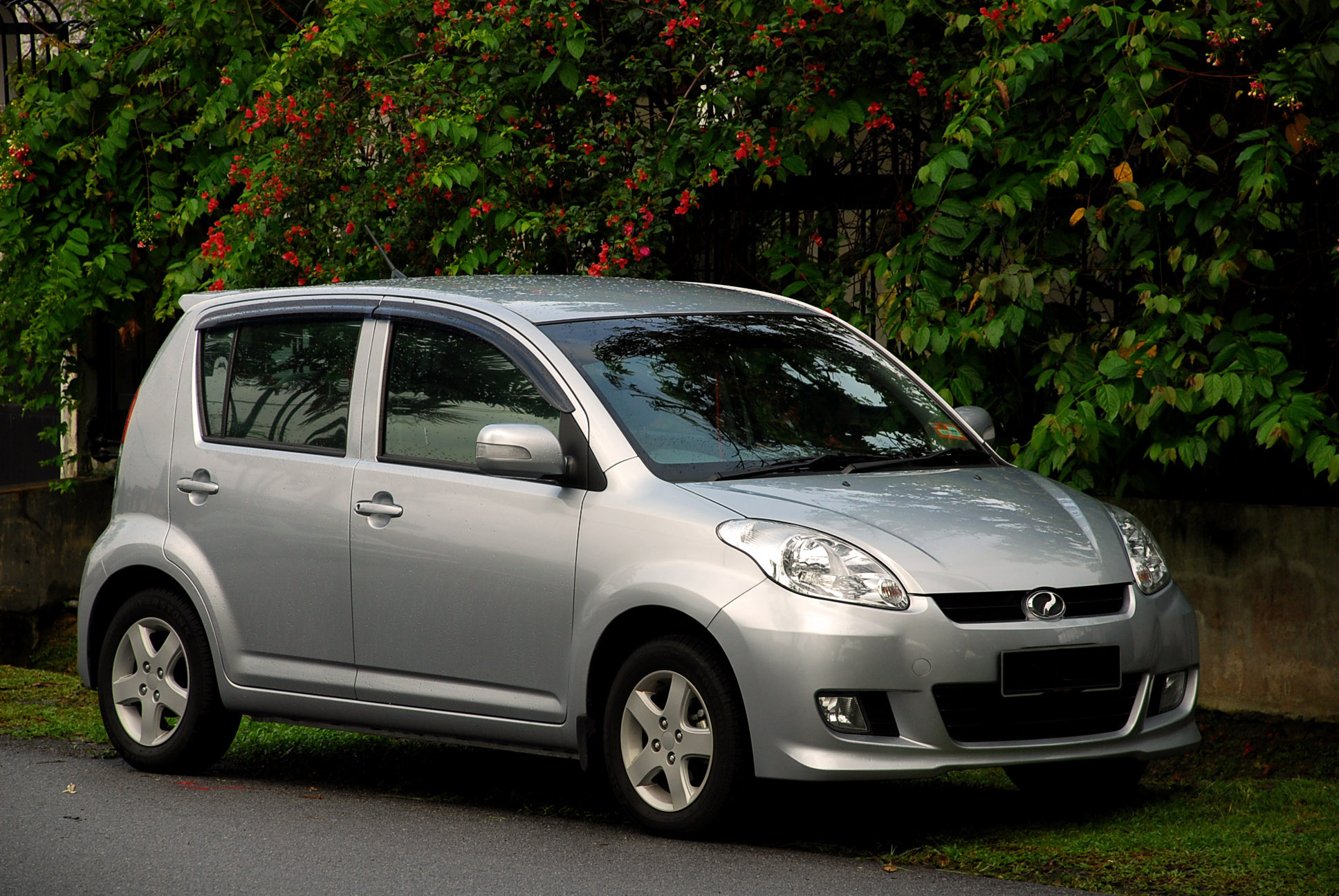
MyVi, restyling del 2008
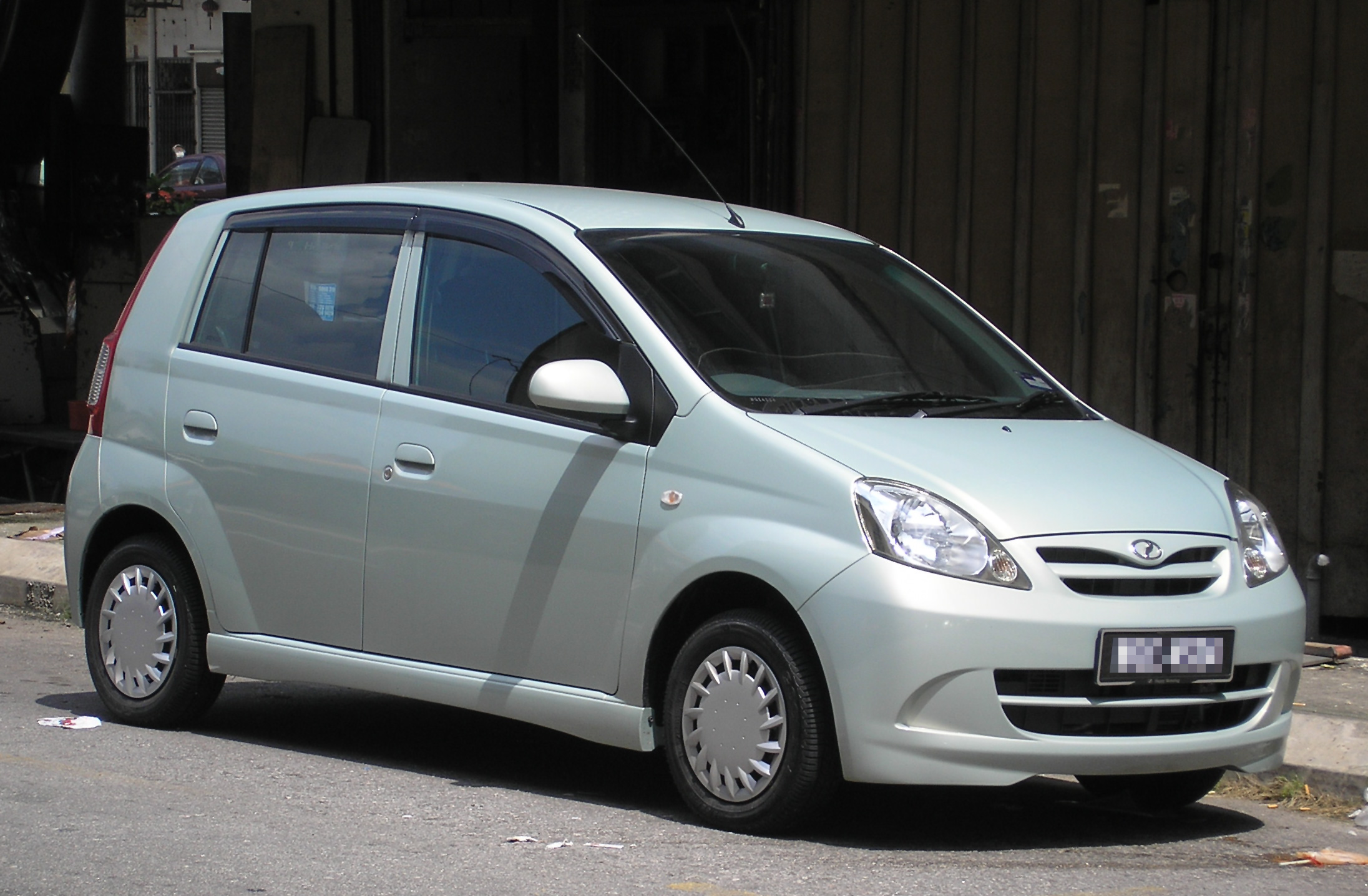
Viva
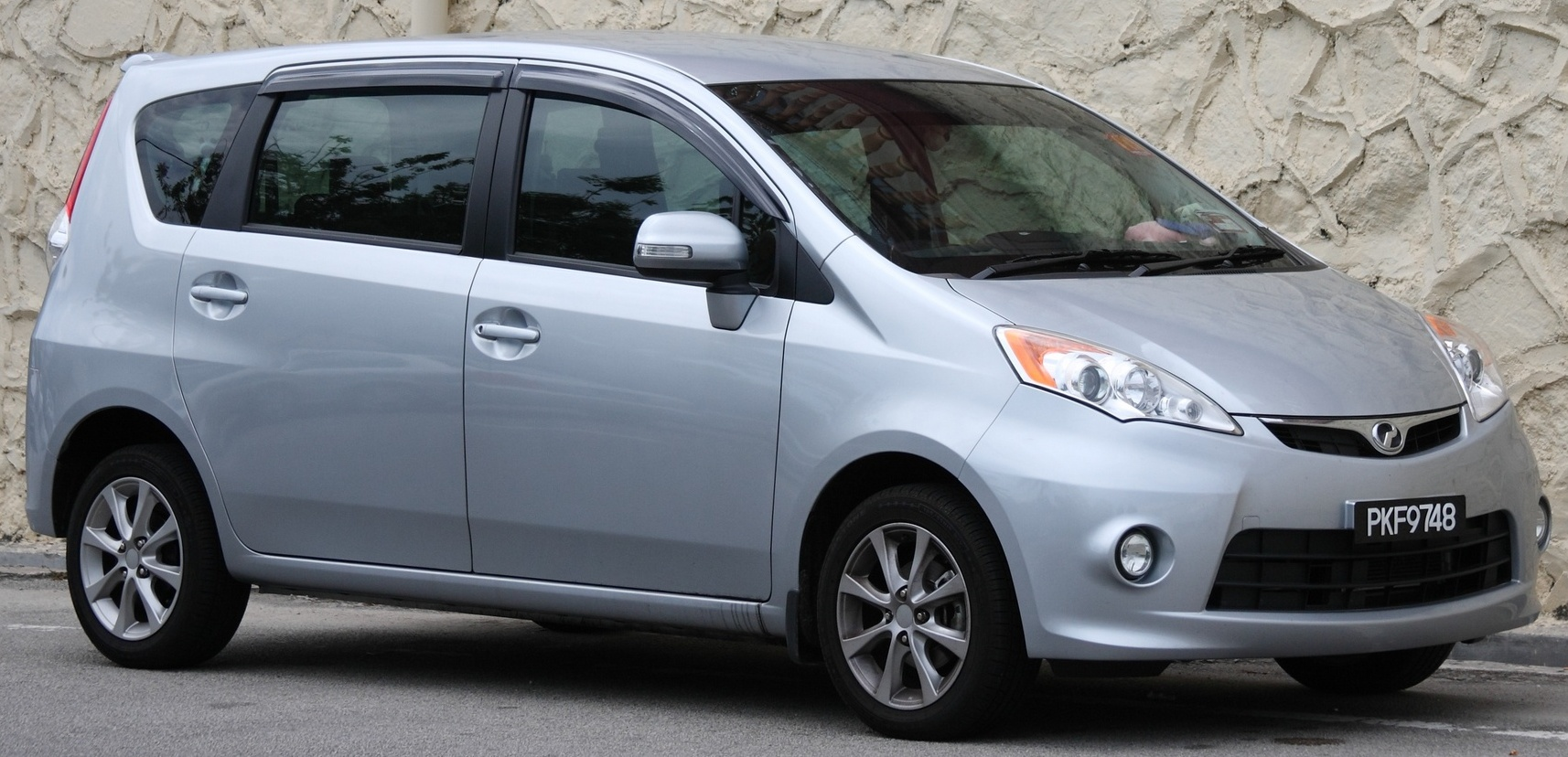
Alza